# The Jesus and Mary Chain
The Jesus and Mary Chain sono un gruppo musicale alternative rock britannico fondato a Glasgow dai fratelli William e Jim Reid (chitarrista e cantante) nel 1984. La prima formazione includeva anche Bobby Gillespie, futuro leader dei Primal Scream. Il suono particolare dei Jesus and Mary Chain, che univa ad un tessuto essenzialmente pop le distorsioni e il feedback di band come Velvet Underground e The Stooges, li rese unici ed allo stesso tempo influenti sul sound di band come My Bloody Valentine e Slowdive, considerati i maggiori esponenti del genere shoegaze.

## Storia del gruppo

### 1984-1990
Il gruppo originariamente ruotava intorno alle composizioni dei due fratelli Reid. La formazione viene completata dal bassista Douglas Hart e dal batterista Murray Dalglish. Il singolo di debutto, Upside Down, viene pubblicato dalla Creation Records nell'ottobre 1984. La melodia, la struttura del pezzo ed il testo ricordano la musica pop di Phil Spector, ma gli arrangiamenti sono noise/post punk, con una batteria minimale e una chitarra che suona con il feedback per la maggior parte del pezzo.
Dalglish viene sostituito quasi subito da Bobby Gillespie. Successivamente William Reid affermerà di aver suonato la batteria in Upside Down a causa della non particolare tecnica di Dalglish. Benché il singolo ottenga critiche positive dalla stampa specializzata inglese, sono le loro esibizioni dal vivo ad ottenere la maggiore attenzione. Questi concerti divennero infatti leggendari in diversi circoli indipendenti. Suonando davanti a pochi spettatori, il gruppo guadagnò la sua notorietà con esibizioni molto corte, alcune di non più di dieci minuti, che consistevano in un costante muro di feedback e distorsione, e con il gruppo che dava le spalle al pubblico rifiutandosi di interagire con esso. Molti concerti finivano con i fratelli Reid che distruggevano la strumentazione, distruzione spesso seguita da tafferugli tra il pubblico. Questo loro modo di fare interessò il manager e proprietario della Creation Records, Alan McGee, che utilizzò un metodo molto semplice per ottenere giudizi sul gruppo. Infatti invitava i giornalisti musicali ai loro concerti, in modo da assicurarsi le recensioni sulle principali testate giornalistiche musicali.
La violenza che seguiva ogni concerto del gruppo culminò in un evento avvenuto il 15 marzo 1985, durante l'esibizione al North London Polytechnic, di fronte ad un pubblico che, fino a quel momento, era uno dei più numerosi mai visti ad una loro esibizione. Il gruppo di supporto, i Meat Whiplash, alimentarono la violenza prima che i Jesus and Mary Chain salissero sul palco, lanciando una bottiglia in mezzo alla folla. Al momento di iniziare il loro set la gente era già scatenata, e vista la piccola dimensione del locale, che era tra l'altro sovraffollato, la rissa che ne seguì fu una delle più grosse e selvagge mai viste ad un'esibizione del gruppo. Il pubblico distrusse completamente il locale e la strumentazione sul palco, con un bilancio finale di quattro feriti portati all'ospedale. La stima dei danni si aggirò intorno alle 8.000 sterline. Tra la folla erano presenti anche diversi giornalisti musicali, che rinominarono l'evento "The Jesus and Mary Chain Riot".
Sempre nel 1985 il gruppo firmò un contratto con la Blanco y Negro Records, pubblicando i singoli Never Understand e You Trip Me Up, seguito quasi subito dall'album di debutto Psychocandy. L'album fondeva le due primarie influenze dei fratelli Reid, ossia gli Stooges e i Velvet Underground per la loro furia chitarristica da una parte, i Beach Boys e Phil Spector con il loro pop dall'altra. L'album ebbe recensioni positive quasi unanimi, ed è attualmente considerato una pietra miliare del noise pop e precursore dello shoegaze.
Il gruppo non riusciva a stare fuori dai problemi. Vennero anche sbattuti fuori dagli uffici della Blanco y Negro dopo una rissa, mentre i fratelli Reid vennero arrestati in Germania per possesso di anfetamine. Questi avvenimenti diedero vita al paragone con i Sex Pistols, portando i Jesus and Mary Chain a comparire diverse volte nei giornali inglesi. Come l'Anarchy Tour dei Sex Pistols, anche il tour dei Jesus and Mary Chain venne bandito da Plymouth, Birmingham e Sheffield, mentre a Glasgow il concerto venne interrotto a causa di alcune blasfemie pronunciate sul palco. La data finale del tour a Brighton vide la partecipazione di 600 persone e uno spiegamento di forze dell'ordine impressionante, ma sia il gruppo che il pubblico non crearono problemi.
Successivamente la WEA rifiutò di stampare il terzo singolo del gruppo, You Trip Me Up, dato che alcuni membri della casa discografica considerava la b-side del singolo, dal titolo Jesus Suck, blasfema. In realtà il pezzo doveva intitolarsi Jesus Fuck, ma alla fine il gruppo venne forzato a cambiare il titolo in Just Out of Reach.

Dopo Psychocandy il gruppo incise e pubblicò il singolo Some Candy Talking, il cui testo è stato erroneamente riferito all'uso di eroina. In un'intervista del 2005 a Jim Reid su Filter Magazine lo stesso affermò: 
Ad ogni modo, nel videoclip che accompagna il singolo sono raffigurati dei fiori di papavero, e questo può far sembrare che la canzone parli di droga. Una delle radio che fece invece ascoltare il singolo fu BBC Radio 1, dove il pezzo arrivò alla posizione nove della classifica John Peel Festive fifty. Dopo Some Candy Talking Bobby Gillespie lasciò il gruppo per concentrarsi sui Primal Scream. Il secondo album del gruppo, Darklands, venne pubblicato nel settembre 1987. Con questo album il gruppo diminuisce l'uso del feedback concentrandosi di più sulle canzoni vere e proprie, tanto che alcune b-side (raccolte su Barbed Wire Kisses e The Sound of Speed) erano acustiche. L'album venne registrato in pratica dai due fratelli Reid, che rimpiazzarono la batteria con una batteria elettronica. Anche questo disco ricevette critiche positive dalla maggior parte delle riviste musicali inglesi. Cambiò però l'impatto live del gruppo. Infatti il tour del 1987 venne svolto senza batterista, solamente con un roadie che azionava un registratore con le tracce di batteria pre-registrate. Le esibizioni non ebbero molto successo, cosa che fece prendere ai due la decisione di reinserire in formazione un batterista. Il primo a rivestire questo ruolo fu John Moore, successivamente sostituito da Dave Evans, ex tecnico del suono degli stessi Jesus and Mary Chain e bassista nei Biff Bang Pow!. Dopo Evans fu la volta di Richard Thomas per due anni, sostituito a sua volta da Steve Monti nel 1990. John Moore dopo l'esperienza con i Jesus and Mary Chain formerà i John Moore and the Expressway, realizzando successivamente un album solista, prima di formare i Black Box Recorder insieme a Luke Haines. Anche Douglas Hart lasciò il gruppo nel 1990. Da questo momento in poi si alterneranno diversi batteristi, bassisti e chitarristi, chiamati per esibizioni televisive o concerti, mentre come componenti costanti rimasero solo i due fratelli Reid.
La "pessima" reputazione del gruppo dal vivo ricomparve al concerto del RPM Club di Toronto nel novembre 1987, dove Jim Reid a quanto sembra colpì due spettatori del pubblico con l'asta del microfono, in risposta al fatto che i due stavano sputandogli addosso. Jim Reid venne arrestato e passò una notte in cella. Successivamente venne ampiamente prosciolto dall'accusa, dopo aver acconsentito a donare 500 sterline in beneficenza.
Il terzo album, Automatic, venne pubblicato nel settembre 1989, preceduto dalla raccolta Barbed Wire Kisses del 1988. L'album vede la presenza massiccia di sintetizzatori e tastiere, e questa fu probabilmente la causa per la quale il disco non venne ricevuto favorevolmente come i due precedenti. Il disco contiene il singolo Head On. In questo momento la furia che normalmente era messa in relazione con il gruppo era praticamente inesistente.
Nel 1990 il gruppo pubblica l'EP Rollercoaster.

### 1991-1999
Nel 1992 il gruppo pubblica il singolo Reverence con il quale torna al sound iniziale. Il pezzo viene bandito dalle radio americane e il video dalle televisioni al di fuori degli Stati Uniti a causa del testo potenzialmente offensivo (I wanna die just like JFK, I wanna die in the USA... I wanna die just like Jesus Christ, I wanna die on a bed of spikes; "voglio morire come JFK, voglio morire negli USA...voglio morire come Gesù Cristo, voglio morire in un letto di spine"). Il singolo viene seguito dall'album Honey's Dead (1992), che li porta verso territori più danzabili, vicini al suono dell'epoca. Dopo il tour in supporto all'album e la realizzazione di un'altra raccolta dal titolo The Sound of Speed, il gruppo ritorna in studio per registrare il quinto album, l'acustico Stoned & Dethroned, pubblicato nel 1994, ma che si rivela deludente, nonostante una comparsata di Hope Sandoval dei Mazzy Star.
Dopo il terzo album raccolta del 1995, Hate Rock N' Roll, il gruppo lascia la Blanco y Negro, etichetta con la quale aveva inciso per oltre un decennio, e firma un contratto con l'indipendente statunitense Sub Pop. Per questa etichetta pubblicano nel 1998 l'album Munki, che sarà l'ultimo prima dello scioglimento che avverrà l'anno successivo. L'album viene spesso indicato come "diviso" nel suono a causa dei rapporti in crisi tra i due fratelli Reid. Lo stesso Jim Reid affermò infatti che "Munki è uno dei miei album preferiti, ma è realmente diviso. William andava in studio con il resto del gruppo quando non c'ero io, e io facevo lo stesso quando non c'era lui".
Nonostante la separazione ufficiale avvenne nell'ottobre 1999, già l'anno precedente si ebbero delle avvisaglie sul fatto che i rapporti all'interno del gruppo non erano buoni. Il 12 settembre 1998 William ebbe una discussione sul tour bus con il chitarrista Ben Lurie prima dell'esibizione alla Los Angeles House of Blues. Jim Reid si presentò apparentemente ubriaco e incapace di stare in piedi o cantare. William abbandonò il palco dopo 15 minuti e l'esibizione finì. Il pubblico venne risarcito del prezzo dei biglietti. Il gruppo finì le date negli Stati Uniti e in Giappone senza William, e da questo punto fu chiaro che il gruppo non esisteva più.

### Dopo la separazione
Subito dopo lo scioglimento, William Reid si esibì come solista sotto il nome Lazycame, mentre Jim Reid fondò i Freeheat, anche se nessuno dei due ebbe notevole successo. Nel 2003 il gruppo ebbe un nuovo momento di celebrità perché la loro canzone Just Like Honey venne inserita nella colonna sonora del film Lost in Translation - L'amore tradotto di Sofia Coppola. La canzone era posta nel finale del film, nella scena cult del saluto tra i protagonisti Scarlett Johansson e Bill Murray. Nell'ottobre del 2005 ci fu l'annuncio che i fratelli Reid si erano riuniti. Il pezzo Song For a Secret venne pubblicato come singolo insieme a Cannot Stop the Rock dei Sister Vanilla, scritto e prodotto da William Reid e dalla sorella Linda. Il singolo venne pubblicato dalla Transistor Records il 17 ottobre 2005. Jim Reid promosse il suo singolo attraverso un'esibizione solista al London's Sonic Cathedral durante il John Peel Day, il 13 ottobre 2005. L'esibizione si concluse con un classico degli inizi dei Jesus and Mary Chain, Never Understand. Successivamente Jim Reid ha eseguito nuovo materiale con un nuovo gruppo composto da Phil King (Lush, Felt, Jesus and Mary Chain) alla chitarra, Loz Colbert (Ride) alla batteria e Mark Crozer (International Jetsetters) al basso.
L'11 luglio 2006 cinque album sono stati ristampati dalla Rhino Records: Psychocandy, Darklands, Automatic, Honey's Dead e Stoned & Dethroned. Ogni album è stato pubblicato con un DVD contenente tre videoclip di pezzi contenuti nell'album stesso.

### Reunion
Nel 2007 il gruppo si è riunito, ed il 27 aprile si è esibito al festival Coachella. Insieme a loro sul palco anche l'attrice Scarlett Johansson. Il giorno prima a Pomona in California, sul palco si è esibita insieme a loro Annie Hardy dei Giant Drag. Il 21 maggio hanno eseguito il pezzo All Things Must Pass al The Late Show with David Letterman. Sono inoltre apparsi ai festival Boadilla del Monte (13 luglio, Madrid, Spagna) e Parc del Fòrum (14 luglio, Barcellona, Spagna). Il 5 luglio si sono esibiti anche al Super Bock Super Rock Festival di Lisbona, Portogallo.
Oltre a diverse altre apparizioni in festival come il Connect Music Festival di Inveraray, Argyll, in Scozia, l'Electric Picnic in Irlanda, il Rock en Seine Music Festival di Parigi, Francia, e il M'era Luna Festival in Germania, il gruppo ha suonato anche il 7 settembre alla Brixton Carling Academy In un'intervista ad Uncut Magazine Reid ha annunciato che il gruppo stava lavorando sui pezzi per un nuovo album, ed era inoltre prevista la pubblicazione per l'11 febbraio 2008 di un box set composto da 4 CD dal titolo The Power of Negative Thinking: B-Sides and Rarities, consistente in diverse rarità incluse alcune tra le prime esibizioni live, demo inediti, b-side e registrazioni tratte da bootleg; il disco è stato pubblicato dalla Rhino Records.
Nel marzo 2017, a 18 anni dal precedente album con materiale originale, esce Damage and Joy.

## Discografia

### Album in studio
- 1985 - Psychocandy
- 1987 - Darklands
- 1989 - Automatic
- 1992 - Honey's Dead
- 1994 - Stoned & Dethroned
- 1998 - Munki
- 2017 - Damage and Joy
- 2024 - Glasgow Eyes

### EP
- 1986 - Some Candy Talking
- 1990 - Rollercoaster
- 1991 - The Peel Sessions
- 1993 - Sound of Speed

### Raccolte
- 1988 - Barbed Wire Kisses
- 1993 - The Sound of Speed
- 1995 - Hate Rock N' Roll
- 2000 - The Complete John Peel Sessions
- 2002 - 21 Singles
- 2003 - BBC - Live in Concert
- 2008 - The Power of Negative Thinking: B-Sides and Rarities

### Singoli
- 1984 - Upside Down
- 1985 - Never Understand
- 1985 - You Trip Me Up
- 1985 - Just Like Honey
- 1987 - April Skies
- 1987 - Happy When It Rains
- 1987 - Darklands
- 1988 - Sidewalking
- 1989 - Blues from a Gun
- 1989 - Head On
- 1992 - Reverence
- 1992 - Far Gone and Out
- 1992 - Almost Gold
- 1994 - Sometimes Always (con Hope Sandoval)
- 1994 - Come On
- 1995 - I Hate Rock 'n' Roll
- 1998 - Cracking Up
- 1998 - I Love Rock 'n' Roll
- 2016 - Amputation
- 2017 - Always Sad